# 埃里克·阿斯普豪格
埃里克·伊恩·阿斯普豪格（挪威語：Erik Ian Asphaug，1961年10月19日—）是一位生於挪威奧斯陸的美國行星科學家。

## 學經歷
阿斯普豪格在萊斯大學取得數學和英語學士學位，之後在亞利桑那大學以論文《Dynamic Fragmentation in the Solar System: Applications of Fracture Mechanics and Hydrodynamics to Questions of Planetary Evolution.》獲得行星科學博士學位。現任教於聖塔克魯茲加利福尼亞大學和亞利桑那州立大學。

## 研究
阿斯普豪格是研究主要由「礫石堆」組成的小行星先驅科學家，並且致力於研究如何避免這類小行星撞擊地球。阿斯普豪格和天文學家罗宾·克纳普（Robin M. Canup）合作發展月球如何形成的新理論。近年他的研究著重於在類地形星形成的中期和晚期體積相近的微型行星相撞結束後各種小體積行星和小行星的起源。
阿斯普豪格參與了 NASA 的伽利略号探测器和月球坑观测和传感卫星任務。他近年來致力於發展以類似醫學影像掃瞄的方式研究木星族彗星內部構造以了解其起源、演化和結構的任務。該任務將使用3維雷達成像和斷層成像技術。

## 榮譽與獎項
- 1998年美國天文學會哈羅德·C·尤里獎[1]
- 小行星7939

## 外部連結
- Asphaug's web page at UCSC （页面存档备份，存于）
- Asphaug's web page at ASU （页面存档备份，存于）
- Dynamic Fragmentation in the Solar System: Applications of Fracture Mechanics and Hydrodynamics to Questions of Planetary Evolution.